# Rio Dumitru
O Rio Dumitru é um rio da Romênia, afluente do Tarcău, localizado no distrito de Neamţ.